# Kenneth Eugene Smith
Kenneth Eugene Smith (* 4. Juli 1965; † 25. Januar 2024 in Atmore, Alabama) war ein US-amerikanischer zum Tode verurteilter Auftragsmörder, der am 18. März 1988 Elizabeth Sennett in Colbert County im Bundesstaat Alabama ermordete. Er war der erste Mensch, der in den Vereinigten Staaten mittels Stickstoff hingerichtet wurde.

## Mord und Ermittlungen
Pastor Charles Sennett Sr. beauftragte Billy Gray Williams, einen seiner Mieter, mit dem Mord an seiner Ehefrau, der 45-jährigen Elizabeth Dorlene Sennett. Williams heuerte Kenneth Smith und John Forrest Parker an, die ihm helfen sollten, den Plan auszuführen. Charles wollte jedem der beiden Männer 1.000 US-Dollar für den Mord zahlen. Am 18. März 1988 wurde Elizabeth Sennett tot in ihrem Haus in Colbert County im Bundesstaat Alabama aufgefunden. Sie war erstochen worden.
Sheriff Ronnie May war einer der ersten, die am Tatort eintrafen; die eintreffenden Notärzte spürten bei Elizabeth Sennett einen Puls. Sie wurde ins Krankenhaus verbracht, wo sie für tot erklärt wurde.
Die Ermittler waren der Auffassung, dass der Anschein eines Einbruchs in das Wohnhaus inszeniert wurde. Die Ermittler erhielten einen Anruf von „Crime Stoppers“, einem Nachbarschaftsprogramm, das anonym Informationen über kriminelle Aktivitäten sammelt, und den Namen eines Verdächtigten nannte. Am 25. März nahmen die Ermittler Charles Sennett Sr. zum Verhör mit, doch er stritt jede Beteiligung ab. Auf die Frage, ob er Kenneth Smith kenne, reagierte er nervös. Sennett Sr. verließ die Befragung und ging in seine Kirche, wo er sich mit seinen Söhnen und deren Familien traf und zugab, eine Affäre gehabt und den Mord an ihrer Mutter veranlasst zu haben. Anschließend begab er sich auf den Parkplatz vor der Kirche, wo er sich in seinem Auto erschoss.
Die Ermittler erhielten einen Durchsuchungsbeschluss für Smiths Wohnung und fanden einen Videorekorder aus der Wohnung der Sennetts. Smith und Parker gaben der Polizei Informationen über Elizabeths Tod.

## Verfahren
Smith wurde 1989 in Jefferson County vor Gericht gestellt, nachdem der Gerichtsort von Colbert County gewechselt hatte, um die Öffentlichkeit im Vorfeld des Verfahrens zu vermeiden. Die Geschworenen befanden ihn des Mordes an Elizabeth Dorlene Sennett für schuldig und stimmten mit zehn zu zwei, nach anderen Quellen elf zu einer, Stimmen für die Todesstrafe. Wenn weniger als zehn Geschworene für ein Todesurteil stimmen, gilt dies als lebenslange Freiheitsstrafe. Der Richter ist jedoch nicht an die Empfehlung der Geschworenen gebunden, sondern berücksichtigt diese, bevor er die endgültige Entscheidung über das Strafmaß trifft. Bis zum Jahr 2017 konnte er sogar dann die Todesstrafe verhängen, wenn die Geschworenen diese nicht empfohlen hatten. 
Das Urteil wurde jedoch in der Berufung aufgehoben. In Smiths zweitem Prozess empfahlen die Geschworenen eine lebenslange Freiheitsstrafe. Der Richter hob diese Empfehlung auf und verurteilte ihn am 29. April 1996 zum Tode. Parker wurde ebenfalls zum Tode verurteilt, während Williams zu einer lebenslangen Freiheitsstrafe ohne Aussicht auf Bewährung verurteilt wurde. Parker wurde am 10. Juni 2010 durch eine letale Injektion hingerichtet. Williams erlag im November 2020 im Gefängnis einer Krankheit.

## Hinrichtung

### Versuchte Hinrichtung im November 2022
Smith sollte ursprünglich am 17. November 2022 mittels letaler Injektion hingerichtet werden. Smith reichte beim zuständigen United States Court of Appeals einen Antrag auf Aussetzung seiner Hinrichtung ein. Ein Anwalt des Alabama Department of Corrections verschickte am 17. November 2022 eine E-Mail an Smiths Anwälte, um ihnen mitzuteilen, dass sie ihn auf die Hinrichtung vorbereiten sollen. Smith wurde mit Handschellen und Fußfesseln arretiert und in den Todestrakt geführt.
Kurz darauf erließ das zuständige Berufungsgericht einen Hinrichtungsaufschub, den Smiths Anwälte sofort der Gefängnisbehörde von Alabama übermittelten. Die Gefängnisbehörde gab diese Information an Smith jedoch nicht weiter und erlaubte ihm nicht, mit seinen Anwälten zu sprechen. Stattdessen hielt man ihn auf einer Trage in der Hinrichtungskammer fest. Um 22 Uhr betrat das Hinrichtungsteam die Kammer und versuchte, Smith eine Infusion in den Arm zu legen. Er soll kopfüber gehängt worden sein, um seine Venen anschwellen zu lassen.
Etwa zwanzig Minuten später hob der Oberste Gerichtshof der Vereinigten Staaten die Aussetzung der Hinrichtung auf. Eine Person begann, wiederholt mit einer Nadel unterhalb Smiths Schlüsselbein zu stechen, um einen zentralen Venenkatheter zu legen. Der Versuch blieb erfolglos und gegen 23:20 Uhr wurde die Hinrichtung abgebrochen.
Smith war nicht in der Lage, selbständig zu gehen oder seine Arme zu heben, er schwitzte und hyperventilierte. Dies war bereits die dritte missglückte Hinrichtung in Folge in Alabama. Nach diesem Vorfall ordnete Gouverneurin Kay Ivey eine Überprüfung des Hinrichtungsprozederes an. Ivey forderte den Obersten Gerichtshof von Alabama auf, die Regeln für die Vollstreckung von Todesurteilen zu ändern, um dem Personal des Department of Corrections mehr Zeit für die Durchführung von Hinrichtungen zu geben. Der Oberste Gerichtshof von Alabama genehmigte diese Änderung am 12. Januar 2023.
Nach der fehlgeschlagenen Hinrichtung wurde bei Smith eine posttraumatische Belastungsstörung diagnostiziert. Ein Psychiater attestierte Schlaflosigkeit, Angstzustände und Depressionen. Ihm wurden unter anderem Medikamente gegen Migräne verabreicht.

### Erfolgte Hinrichtung im Januar 2024
Smith wurde am 25. Januar 2024 in der Justizvollzugsanstalt William C. Holman durch Inhalation von reinem Stickstoff über eine Maske hingerichtet. Der Tod tritt in diesem Fall durch Stickstoffhypoxie, also Sauerstoffmangel, ein. Diese Hinrichtungsart war weltweit zuvor noch nie praktiziert worden. Smiths Anwälte hatten beim Obersten Gericht der Vereinigten Staaten Widerspruch eingelegt mit Berufung auf den 8. Zusatzartikel zur Verfassung der Vereinigten Staaten, der „grausame und unübliche“ Hinrichtungsmethoden verbietet. Am 24. Januar 2024 hatte das Gericht die Behandlung des Falles und auch die Aufschiebung der Hinrichtung abgelehnt. Seine letzten Worte waren: „Heute bewirkt Alabama, dass die Menschheit einen Schritt zurückgeht.“ Für tot erklärt wurde Smith um 20:25 Uhr Ortszeit, 29 Minuten nach Beginn der Hinrichtung. Zeugen berichteten, dass er zu Beginn den Atem anzuhalten versucht und heftig gezittert habe, während er seine Fäuste geballt und nach Luft geschnappt habe; Einschätzungen der Strafvollzugsbehörde zufolge waren das erwartbare Nebenwirkungen. Die Verwandten der ermordeten Sennett waren während der Hinrichtung anwesend.
Die Vereinten Nationen ebenso wie Amnesty International verurteilten die Methode der Hinrichtung. Zahlreiche Rabbiner und jüdische Gemeinden unterzeichneten einen Aufruf der Initiative „L’Chaim!“ (hebräisch לחיים Lechajim, deutsch ‚Auf das Leben!‘) und forderten einen Hinrichtungsstopp. Sie nannten es einen Affront gegen ihre Gemeinschaft, Gas für Hinrichtungen zu verwenden, und verwiesen auf die Morde und Menschenversuche in nationalsozialistischen Konzentrationslagern.